# Colon, Michigan
Colon är en ort (village) i Saint Joseph County i Michigan. Vid 2010 års folkräkning hade Colon 1 173 invånare.